# Гуадиана
Гуадиана (на испански: Guadiana; на португалски: Guadiana, на арабски: الوادي اليانع Wadi Ana, на латински: Anas) е река в Централна и Югозападна Испания (автономни области Кастилия-Ла Манча, Естремадура и Андалусия) и Югоизточна Португалия (окръзо Порталегри, Евура, Бежа и Фару), вливаща се в Атлантическия океан. Дължина – 778 km (с дясната съставяща я река Хигуела – 933 km, 5-ата по дължина река на Пиренейския полуостров), площ на водосборния басейн – 67 733 km².

## Географска характеристика

### Извор, течение, устие
Река Гуадиана се образува от сливането на двете съставящи я реки Асуер (лява съставяща, 110 km, 1734 km²) и Хигуела (дясна съставяща, 155 km, 2056 km²), на 609 m н.в., в силно заблатена местност, в западната част на платото Ла Манча, в централната част на провинция Сюдат Реал, автономна област Кастилия-Ла Манча. След образуването си тече в широка долина през западната част на платото Ла Манча. При устието на левия си приток Тиртеафуера завива на северозапад, а след изтичането си от големия язовир „Сихара“ – на югозапад в дълбока и тясна (на места каньоновидна долина) през платото Нова Кастилия. В района на град Вилянуева де ла Серена завива на запад и навлиза в равнината Естремадура, а след град Бадахос – на юг и на протежение около 45 km служи за граница между Испания и Португалия. В района на градчето Монсараш изцяло навлиза на португалска територия и пресича от север на юг хълмистата равнина Алентежу. След португалския град Мертула пресича най-западната част на Андалуската низина, като от португалския град Помаран до устието си отново е гранична река между двете страни. Влива се в северозападната част на Кадиския залив на Атлантическия океан чрез естуар, при португалския град Вила Реал ди Санту Антониу.

### Водосборен басейн, притоци
Водосборният басейн на Гуадиана обхваща площ от 67 733 km², като речната ѝ мрежа е почти еднакво развита надясно и наляво. На запад, север и юг водосборният басейн на Гуадиана граничи с водосборните басейни на реките Мира, Саду, Тахо (Тежу), Гуадалкивир и други по-малки, вливащи се в Атлантическия океан, а на изток – с водосборния басейн на река Хукар (от басейна на Средиземно море).
Основни притоци:
- леви – Асуер (110 km, 1734 km²), Хабалон (161 km, 1557 km²), Тиртеафуера (83 km, 922 km²), Сухар (214 km, 8508 km²), Ортига (60 km, 460 km²), Гуадамес (95 km, 1001 km²), Матачел (132 km, 686 km²), Гуадахира (74 km, 846 km²), Оливенса (54 km, 315 km²), Алкараши (Алкараче, 102 km, 531 km²), Ардила (166 km, 1822 km²), Чонса (Шанса 117 km, 985 km²);
- десни – Хигуела (155 km, 2056 km²), Буляке (91 km, 1603 km²), Естена (77 km, 579 km²), Руекас (97 km, 517 km²), Бардало (63 km, 556 km²), Лакара (58 km, 408 km²), Хевора (74 km, 982 km²), Кая (78 km, 841 km²), Дежеби (79 km, 721 km²), Терджеш (76 km, 715 km²), Уейраш (91 km, 499 km²), Карерас (62 km, 341 km²), Вашкан (99 km, 451 km²), Оделейти (99 km, 772 km²).[1]

### Хидроложки показатели
Река Гуадиана има предимно дъждовно подхранване и ясно изразено зимно-пролетно пълноводие и лятно маловодие. Среден годишен отток в долното течение – 78 m³/sec.

## Стопанско значение, селища
Река Гуадиана има важно хидроенергийно, транспортно и иригационно значение. По течението ѝ са изградени три от най-големите язовира на Пиренейския полуостров – „Сихара“ и „Ореляна“ в Испания и „Алкуева“ на границата между Испания и Португалия, като в основите на преградните им стени действат мощни ВЕЦ. По време на прилив морски съдове навлизат нагоре по течението ѝ до португалския град Помаран, а до град Бадахос (преди изграждането на язовира „Алкуева“) са плавали плиткогазещи речни съдове. В долното течение голяма част от водите ѝ се отклоняват за напояване.
Долината на Гуадиана е гъсто заселена, като най-големите селища са: Мерида, Бадахос, Виляреал и Алямонте в Испания и Вила Реал ди Санту Антониу в Португалия.